# ReStructuredText
reStructuredText は、軽量マークアップ言語のひとつ。ソースコードの状態で高い可読性を持つように設計されている。reStructuredText パーサは、テキスト処理フレームワークである Docutils のコンポーネントのひとつであり、Python で実装されている。
reStructuredText は、RST、reST、ReST と略されることもある。

## マークアップの例
ヘッダ:
```
セクション・ヘッダ

==================

サブセクション・ヘッダ

----------------------

```

リスト:
```
-
 箇条書きリストの項目

-
 2つ目

  
-
 サブ項目

-
 3つ目

```

```
1)
 数字つきリスト項目

2)
 2つ目

   
a)
 サブ項目

      
i)
 サブ-サブ項目

3)
 3つ目

```

名前つきのリンク:
```
Google_ と 
`Linux カーネル・アーカイブ`_
 へのリンクを含んだ文章。

..
 
_Google:
 https://www.google.com/

..
 
_Linux カーネル・アーカイブ:
 http://www.kernel.org/

```

名前なしのリンク:
```
`Python のサイト`__
 への名前なしのリンクを含んだ文章。

__ http://www.python.org/

```